# روجيريو (لاعب كرة قدم مواليد 1984)
روجيريو (بالبرتغالية: Rogério Rodrigues da Silva‏) هو لاعب كرة قدم برازيلي في مركز الدفاع، ولد في 14 مارس 1984 في أمريكانا في البرازيل. لعب مع جمعية بورتوغيزا الرياضية ونادي جوينفيل ونادي كروزيرو ونادي كريسيوما.

## وصلات خارجية
- روجيريو (لاعب كرة قدم مواليد 1984) على موقع قاعدة بيانات كرة القدم.إي يو (الإنجليزية)
- روجيريو (لاعب كرة قدم مواليد 1984) على موقع Soccerway.com (الإنجليزية)